# Leilani Münter

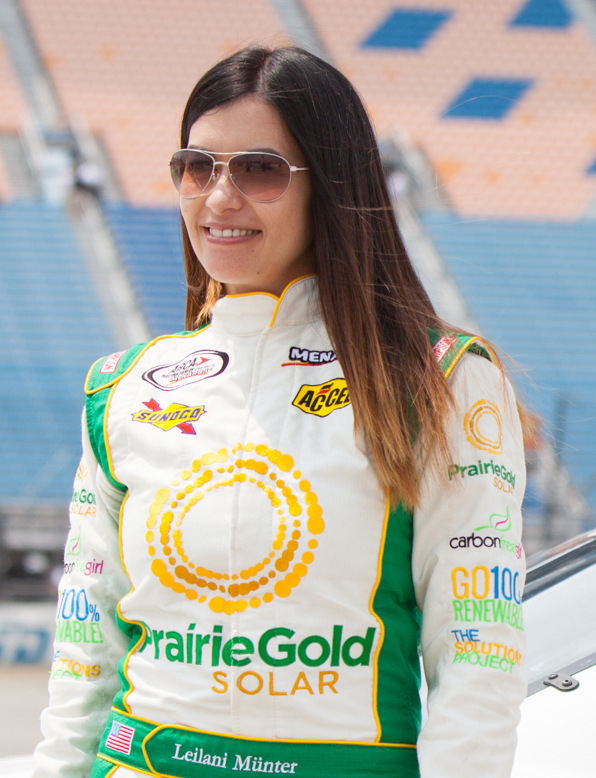
Leilani Münter 2014

Leilani Maaja Münter (* 18. Februar 1974 in Rochester) ist eine US-amerikanische Rennfahrerin und Umweltaktivistin.

## Familie und Persönliches
Münter ist die jüngste von vier Töchtern eines deutschen Arztes und einer aus Hawaii stammenden Krankenschwester. Sie besitzt einen Abschluss in Biologie an der University of California in San Diego. Seit März 2009 ist sie mit einem neuseeländischen Ingenieur verheiratet und lebt in Charlotte. Der Musiker Bob Weir ist ihr Schwager. Seit 2011 ernährt sie sich vegan, nachdem sie bereits Jahrzehnte zuvor vegetarisch gelebt hat.

## Rennkarriere
Münters Laufbahn als Rennfahrerin begann im Jahr 2001. Ende 2006 bestand sie die Anfängerprüfung auf dem Daytona International Speedway, wodurch sie die Lizenz erhielt, an den dortigen Rennen der NASCAR teilzunehmen. 2007 nahm sie als vierte Frau an der Indy Pro Series teil. Dort fiel sie mehreren langjährigen IndyCar-Funktionären und -Fahrern, darunter Jaques Lazier, positiv auf, da sie an fünfter Stelle startete und im Rennen die fünftschnellste Runde erreichte. Im nächsten Rennen auf dem Chicagoland Speedway wurde sie Dreizehnte. Mangels Sponsoren musste sie ihre Monoposto-Karriere jedoch abbrechen. Seither ist sie Stockcar-Fahrerin.

## Aktivismus
2007 verpflichtete sich Münter, pro Rennen, das sie fährt, für einen Acre – entspricht etwa 4047 Quadratmeter – Regenwald die Patenschaft zu übernehmen. 2010 fuhr sie in Daytona einen Wagen, der für den Dokumentarfilm Die Bucht warb. 2013 kämpfte sie gegen ein geplantes Verbot des elektrisch betriebenen Autos Tesla Model S in ihrem Heimatstaat North Carolina. Ein Jahr später war ihr Rennwagen so lackiert, dass er optisch einem Schwertwal ähnelte; das war zugleich Werbung für den Film Blackfish. Am 18. Februar 2017 fuhr sie auf dem Daytona-Speedway ein Auto, das für die vegane Ernährungsweise warb.

## Film und Fernsehen
2002 fungierte Münter in The Scorpion King als Double für Kelly Hu. Selbiges tat sie in Traffic – Macht des Kartells und America’s Sweethearts für Catherine Zeta-Jones. 2015 trat Münter im Dokumentarfilm Racing Extinction auf.